# Пятнистый летучий дракон
Пятнистый летучий дракон (лат. Draco maculatus) — вид ящериц из семейства агамовых, обитающий в Юго-Восточной Азии.

## Описание
Общая длина достигает 20 см. Цвет спины коричневый с более-менее чёткими чёрными пятнами, которые редко сливаются. У самцов во время брачного сезона горло становится ярко-жёлтым или светло-синим. Кожаные складки, выросты по бокам — зеленоватого, красноватого, желтоватого окраса. Отсюда происходит название. Голова небольшая, морда вытянутая. Ноздри направлены наружу. У самцов есть очень маленький гребень на затылке. Спинная чешуя гладкая или очень слабо ребристая, с каждой стороны спины тянется строка большой трехгранной килеватой чешуи. Конечности достаточно длинные и сильно вытянутые. Хвост довольно длинный, составляет более половины общей длины. Есть широкие кожаные складки по бокам, которые поддерживаются пятью сильно удлинёнными ложными рёбрами, создавая своеобразный планер.

## Образ жизни
Как и все летучие драконы, предпочитает леса, густую растительность. Способен прыгать с дерева на дерево, используя свой планер для маневрирования. Прячется среди веток. Питается насекомыми и другими мелкими беспозвоночными.

## Размножение
Это яйцекладущая ящерица. Самка откладывает 3—5 яиц.

## Распространение
Обитает в северо-восточной Индии, Мьянме, Лаосе, Вьетнаме, Таиланде, западной Малайзии, южном Китае.

## Подвиды
- Draco maculatus divergens Taylor, 1934 — Таиланд
- Draco maculatus haasei Boettger, 1893 — Таиланд
- Draco maculatus maculatus (Gray, 1845)
- Draco maculatus whiteheadi Boulenger, 1900 — Вьетнам